# Нура (Шетський район)
Нура́ (каз. Нұра) — село у складі Шетського району Карагандинської області Казахстану. Адміністративний центр та єдиний населений пункт Кеншокинського сільського округу.
Населення — 723 особи (2021; 859 у 2009, 827 у 1999, 888 у 1989).
Національний склад станом на 1989 рік:
- казахи — 100 %.